# Ганкевич, Лев Юлианович
Лев Юлианович Ганкевич (1 июня 1883, с. Старомищина — 14 декабря 1962, Нью-Йорк) — украинский общественно-политический деятель, публицист, адвокат, доктор права, редактор, председатель Украинской социал-демократической партии (1928—1937 гг.), член Украинской Национальной Рады Западно-Украинской народной республики (1918).

## Биография
Родился в семье почтового служащего на железной дороге. Его детство прошло в Бродах на Львовщине и во Львове. После окончания гимназии поступил на юридический факультет Львовского университета, но в 1901 в знак протеста против отказа властей открыть украинский университет, вместе со всеми студентами-украинцами оставил его. Продолжал учёбу в Карловом университете в Праге (Чехия). В 1906 вернулся во Львов, получил степень доктора права и начал собственную адвокатскую практику.
Деятель социалистического движения Галичины с начала XX века. Член украинской полулегальной молодёжной организации Австро-Венгрии (в основном, на Галичине и Буковине) — «Молодая Украина» (1901—1903), работал в Заграничном комитете Революционной украинской партии во Львове.
Сотрудничал с Украинской социал-демократической партией (УСДП).
Во время Первой мировой войны участвовал в работе Союза освобождения Украины, был его представителем в Болгарии.
В 1918 г. — делегат Украинского Национального Совета Западно-Украинской Народной Республики. Избирался председателем исполнительного комитета в 1921—1923 и 1930—1934 гг.
В мае 1923, когда УСДП перешла на прокоммунистические позиции, Л. Ганкевич вышел из неё, создал и возглавил независимую группу «Вперёд», которая в декабре 1928 г. оформилась в новую партию, председателем которой избрали Л. Ганкевича. Он выступал с осуждением идеологии и политики фашизма и коммунизма, был участником конгрессов и заседаний руководящих органов Социалистического рабочего интернационала.
В 1930-х годах Лев Ганкевич стал широко известен, как адвокат на политических судебных процессах, выступал защитником членов ОУН и УВО (Украинской войсковой организации) в польских судах. Был президентом Союза украинских адвокатов во Львове и вице-президентом организации Львовских адвокатов.
В 1933—1934 — редактировал газету «Вперёд», печатавшуюся во Львове.
В период советской власти 1939—1941 на Западной Украине находился в Польше. Во время немецко-фашистской оккупации снова проживал во Львове. Весной 1944 г. выехал в Германию, откуда через четыре года эмигрировал в США.
За океаном продолжал общественно-политическую деятельность. Был членом-основателем и первым председателем Общества украинских юристов Америки, одним из руководителей Организации украинских социалистов США.
Автор многих статей на общественно-политические, юридические и исторические темы в СМИ и сборниках, а также воспоминаний, опубликованных в журналах. Писал книгу по истории УСДП Галичины.
Умер 14 декабря 1962 в Нью-Йорке.